# 李楨文
李楨文（：／ Lee Jeong-mun，1973年1月5日—），大韓民國自由派政治人物，第21屆國會議員。